# I Тети (Кунео)
I Тети је насеље у Италији у округу Кунео, региону Пијемонт.
Према процени из 2011. у насељу је живело 64 становника. Насеље се налази на надморској висини од 277 м.